# Barbulifer
Barbulifer is een geslacht van straalvinnige vissen uit de familie van grondels (Gobiidae).

## Soorten
- Barbulifer antennatus Böhlke & Robins, 1968
- Barbulifer ceuthoecus (Jordan & Gilbert, 1884)
- Barbulifer enigmaticus Joyeux, Van Tassell & Macieira, 2009
- Barbulifer mexicanus Hoese & Larson, 1985
- Barbulifer pantherinus (Pellegrin, 1901)